# Први Доктор
Први Доктор је изворна инкарнација Доктора, протагонисте британске научнофантастичне телевизијске серије Доктор Ху. Глумио га је глумац Вилијам Хартнел у прве четири сезоне од 1963. до 1966. и причи о десетој годишњици Три Доктора од 1972. до 1973. Лик се повремено појављивао у серији и након Хартнелове смрти, најистакнутије као што га је тумачио Ричард Херндал у специјалу са више Доктора из 1983. Пет Доктора и како га је тумачио Дејвид Бредли у епизодама Дванаестог Доктора из 2017. „Докторов пад“ и „Било двапут“ и у специјалу Тринаестог Доктора из 2022. године „Моћ Доктора“, потоњи је претходно глумио самог Хартнела у биографском филму Пустоловина у простору и времену из 2013.
У оквиру приповедања серије, Доктор је вековима стар ванземаљац Временски господар са планете Галифреј који путује кроз време и простор у ТАРДИС-у, често са пратиоцима. На крају живота, Доктор се регенерисао па су се због тога физички изглед и личност Доктора променили. Концепт регенерације, који се првобитно називао „обнављање“, уведен је када је Хартнел напустио серију због све лошијег здравља чиме је продужен живот серије у наредни век, а Хартнела је наследио Други Доктор (Патрик Траутон).
Хартнелово тумачење лика је у почетку било тврдоглав и абразиван старац који је био неповерљив према људима, али је на крају постао саосећајнији лик деде који је обожавао своја путовања са својим пратиоцима. Првобитни пратиоци Првог Доктора били су његова унука Сузан Форман (Керол Ен Форд) и њени професори Ијан Честертон (Вилијам Расел) и Барбара Рајт (Џеклин Хил). У каснијим епизодама, путовао је заједно са сирочетом из 25. века Вики (Морин О'Брајен), свемирским пилотом Стивеном Тејлором (Питер Пурвс), тројанском слушкињом Катарином (Адријан Хил) и дететом цвећа из шездесетих Додо Шапле (Џеки Лејн). Његови последњи пратиоци на екрану били су морнар из радничке класе Бен Џексон (Мајкл Крејз) и његова префињена другарица Поли (Анеки Вилс). Од 134 епизоде у којима се Хартнел појавио као главни лик, 44 су нестале.

## Биографија лика
Први Доктор је лик обавијен велом тајне. Мало се зна о њему на почетку осим да има унуку Сузан Форман и да долазе са своје планете. Он има брод који путује кроз време и простор ТАРДИС који је тренутно прерушен у полицијску кутију (Сузан примећује да је некада могао да се мења да би се стопио са околином), а изнутра је већи. Доктор себе и Сузан описује као „прогнане” не прецизирајући зашто или чак ни да ли је њихово изгнанство самонаметнуто. Тек у последњој пустоловини друге Докторове инкарнације име Докторовог народа (Господари времена) било је откривено, а код треће је први пут изговорено име његове матичне планете (Галифреј).
Прва епизода серије почиње паром школских профсеора у савременом Лондону (1963) Ијаном Честертоном и Барбаром Рајт који истражују загонетку Сузан, ученице која делује збуњено, па чак и узрујано да је оно што учи из историје, а посебно математике, погрешно. Пратећи Сузан до њеног наводног дома, они откривају ТАРДИС на сметлишту, изненађујући и Сузан и њеног деду Доктора који лансира брод као одговор на откриће. Ијан и Барбара су нехотице одведени на путовање назад у 100.000 година пре нове ере и проводе две године у пустоловини кроз време и простор са Доктором који у овом тренутку у серији нема контролу над саставима ТАРДИС-а за навођење.
У овој инкарнацији Доктор је први пут срео Далеке и Киберљуде, родове који ће постати његови најнеумољивији непријатељи. Посада ТАРДИС-а је такође посматрала многе историјске догађаје као што су Владавина терора у револуционарној Француској, сусрет са Марком Полом у Кини и Астецима у Мексику. Када се Сузан заљубила у борца људског отпора Дејвида Кембела, Доктор ју је оставио да би јој омогућио да изгради живот за себе на Земљи из 22. века („Тачка паљења“), иако је обећао да ће се једног дана вратити. Доктору, Ијану и Барбари се тада придружила Вики коју су спасили у Спашавању са планете Дидо.
На крају далечке потере кроз време, Ијан и Барбара су искористили времеплов Далека да се врате кући („Планета одлуке“), а њихово место у ТАРДИС-у заузео је будући свемирски пилот по имену Стивен Тејлор кога је ухватио робот Механоид, али је побегао услед напада Далека. Доктор је први пут срео другог припадника свог рода у облику монаха који се меша и имао је пустоловину у Галаксији 4. Током опсаде Троје, Вики је одлучила да напусти ТАРДИС да би остала са Троилом, усвојивши име Кресида. Доктору и Стивену су се затим накратко придружили тројанска робиња Катарина и агенткиња безбедности Сара Кингдом из 4000. године нове ере, али су обе побијене током догађаја из епизоде „Издајници“ односно „Уништење времена“ где су Далеци планирали најезду на Сунчев систем Земље 4000. године пре нове ере, али су уништени када је Доктор активирао њихово оружје Уништитељ времена. Због тога је знатно остарио, а дејства на Сару била су довољна да је претворе у прах.
Пошто су за длаку пропустили покољ уочи Светог Вартоломеја, Доктор и Стивен су укрцали младу девојку по имену Додо Шапле. Додо је донела вирус прехладе у далеку будућност који је скоро уништио људе и Моноиде који су путовали "Ковчегом". Излечена је, а када је ТАРДИС стигао на ковчег 700 година касније, посада ТАРДИС-а је помогла људима да стигну до свог одредишта, а Моноиди су преузели "Ковчег". Један од најсмртоноснијих непријатеља Првог Доктора био је Небески творац играчака који је натерао њега и његове пратиоце да играју смртоносне игре и накратко учинио Доктора невидљивим и немим. На крају је Доктор успео да победи у Трилогијској игри дозвољавајући им свима да побегну из домена Творца играчака.
На крају су Стивен и Додо такође напустили Доктора, Стивен је остао на ванземаљској планети као посредник („Дивљаци (4. део)“) између два рода, а Додо је одлучила да остане на Земљи 1966. како би се опоравила од хипнотисања суперрачунара ВОТАН. Доктору су се тада придружили тајница вишег сталежа Поли и морнар Бен Џексон.
Године су оптеретиле Докторов старији кадар. Пошто је победио Киберљуде на Антарктичкој станици Сноукап („Десета планета (4. део)“), Доктор је био уплашен да се регенерише када је укрстио путеве са једном од својих будућих инкарнација („Било двапут“) која на сличан начин не би да се регенерише. Догађаји које доживљавају убеђују оба Доктора да прођу кроз своје регенерације. Пошто се вратио у свој ТАРДИС и помогао Поли и Бену да се врате унутра, Доктор пада у несвест и регенерише се.

## Личност
Од почетка, Доктор је био тајанствена фигура. Изгледао је као слаб старац, а ипак је поседовао неочекиване резерве снаге и воље. Рани Водич за сценаристе уредника сценарија Дејвида Витакера описује "Доктора Хуа" као "слабог изгледа, али жилавог и чврстог као стара ћурка". Очигледно је имао огромно знање о научним питањима, а ипак није могао да поуздано управља својим временским бродом ТАРДИС-ом. Његова унука Сузан је то објаснила рекавши да је њен деда био "мало забораван", али ТАРДИС је захтевао стручно пилотирање и вођство од стране Доктора. Његови састави би се често кварили, поготово састав за навођење. Ово, у комбинацији са чињеницом да је ТАРДИС заправо израђен за шест пилота, објаснило би потешкоће на које је Доктор наишао при исправном пилотирању. Био је абразиван, покровитељски и задиркиван према својим људским сапутницима, али је делио дубоку осећајну везу са својом унуком Сузан. Такође је гајио црту немилосрдности јер је био спреман да лаже - и у једном случају да покуша да убије - да би постигао своје циљеве. У почетку није имао поверења у своја прва два људска сапутника Ијана Честертона и Барбару Рајт који су били присиљени на њега. Временом, међутим, како су заједно делили пустоловине, он им се зближио, а посада ТАРДИС-а постала је скоро породична. Када се показало да није у праву након што су оптужили Ијана и Барбару да минирају ТАРДИС у игрици ивица уништења, првобитно раздражљиви и помало злокобни Доктор се понизно извинио, поготово пошто је видео да је Барбара повређена његовим оптужбама. Доктор је схватио да може да се ослони на Ијана и Барбару, запечативши пријатељство које је трајало до њиховог коначног одласка из ТАРДИС-а при чему је однос између Доктора и Барбаре био узајамно поштован и све више привржен.
На крају је Доктор почео да ужива у својим путовањима кроз време и простор, водећи људе са собом на вожњу и увек је био невољан и тужан да их види како одлазе, чак и када је знао да је то за њихово добро. Докторова личност се смирила у време серијала Марко Поло (од епизоде „Кров света“ до епизоде „Убица у Пекингу“), и он је еволуирао у познатију фигуру саосећајног деде коју су деца волела и био је заштитнички настројен према младим женама које је узимао као пратиоце. Подсећали су га на његову унуку Сузан.
Вилијам Хартнел је описао Доктора као „чаробњака“ и „укрштања Чаробњака из Оза и Деда Божићњака“. Пол Мекган који је играо каснију инкарнацију Доктора рекао је да је Хартнел „изгледао као викторијанац, неко на неки начин строг и патерфамилиас о њему. Нешто љубазно, али застрашујуће“. Једна од особина Првог Доктора била је његова склоност да повремено остане без језика и прави лапсусе. Понекад је ово био намеран избор глумца: Вилијам Расел се присећа да је Хартнелова идеја била да Доктор погреши презиме Ијана Честертона, називајући га „Шахермен“, „Чатертон“ па чак и „Чартерхаус“. Овај избор карактера је такође дао продуцентима серије могућност да искористе дублове у којима је Хартнел погрешио своје реплике. Због густог распореда продукције серије, ретко је било могуће поново снимати такве сцене и синхронизација дијалога обично није била могућа. Хартнел је патио од недијагностиковане артериосклерозе, што је утицало на његову способност да памти реченице, све више како је његово време у серији напредовало.
У „Двапут у времену“, писац Стивен Мофат дао је Доктору да изрази варијацију својој будућој сапутници Бил Потс да је напустио Галифреј, између осталих разлога, да би истражио зашто добро превладава у универзуму у коме се чини да има зло има много предности. Пошто је Бил размишљала да ниједна од будућих инкарнација Првог Доктора није препознала ову чињеницу, Дванаести Доктор је претпоставио да су он и његове инкарнације разлог за равнотежу у свемиру између добра и зла.

### Изглед
Хартнелов костим је унајмљен од Друштва за позоришне костиме "Нејтан". Укупан изглед је викторијанско - едвардијански: црни капут и светложути прслук од твида преко кошуље са крагном, обично тамноплава аскот кравата или кравата са траком и тартан панталоне. Хартнел је такође носио прстен са великим плавим каменом и седу перику. Додатни додаци који су с времена на време виђени су монокл, резбарени дрвени штап, оперски огртач, шал, шубару или, у топлијим крајевима, панамски шешир. У Ванземаљском детету, виђен је како пуши велику савијену лулу, што га чини једином инкарнацијом Доктора која је виђена да пуши, а претпоставља се да је после тог серијала оставио дуван.
У изворној варијанти прве епизоде, Хартнел је носио савремено одело из '60-тих. Међу многим променама које су направљене у епизоди током поновног снимања била је и Докторова (и Сузанина) одећа.

## Стил прича
Деби Далека у другом серијалу претворио је програм из дечије серије у народну појаву. Убрзо је то постала серија коју је цела породица окупила да гледа, а чудовиштима су деца посматрала кроз прсте или иза софе. Скрипте испуњене далечким концептима компензовале су местимично низак буџет и непрефињене специјалне ефекте, постављајући темеље за деценије које долазе.

## Друга појављивања
Упркос регенерацији, телевизијска публика је још неколико пута видела Првог Доктора на екрану (не рачунајући бљескове из прошлости или добротворне специјале попут Величина у времену). За 10. годишњицу програма 1973. године, Хартнел се појавио у серијалу Три Доктора у ком је и Патрик Траутон поново играо улогу Другог Доктора. Међутим, због нарушеног здравља, Хартнел није могао да учествује ни у једном редовном снимању, тако да су његове сцене снимане одвојено у студију "Илинг" (а не у његовом врту или гаражи код куће, како је дуго указивала легенда обожавалаца). У контексту епизоде, ово је објашњено тиме што је Први Доктор заробљен у временском вртлогу када је послат да помогне својим будућим инкарнацијама што је довело до тога да може само накратко да комуницира са својим будућим инкарнацијама преко ТАРДИС монитора док седи у капсули.
Вилијам Хартнел је умро 1975. године па је за 20. јубиларни специјал „Пет Доктора“ 1983. улогу Првог Доктора играо Ричард Херндал. На почетку програма коришћен је филмски инсерт Хартнеловог Доктора преузет из епизоде „Тачка паљења“.
У епизоди „Име Доктора“ који је комбиновао снимак Хартнела са Керол Ен Форд у монтажи и новоснимљеним снимцима, Први Доктор је приказан како краде ТАРДИС у његовом изворном облику који је одабрала будућа сапутница Клара Освалд.
У епизоди „Дан Доктора“, Први Доктор је приказан заједно са осталих дванаест Доктора како померају Галифреј у један једини тренутак у времену. Глас му је дао Џон Гилор преко архивских снимака Хартнела.
Дечја варијанта лика појављује се у епизоди „Слушај“ (2014) коју тумачи непотписани Мајкл Џонс.
У аудио драми продукције „Светло на крају тунела“ Првог Доктора тумачи Вилијам Расел који је такође играо Ијана Честертона и у серији и у аудио драмама. Расел и његов колега Питер Пурвс (који је играо Стивена Тејлора) извели су бројне друге аудио драме смештене у то доба, обично приповедајући приче и остављајући утисак (а не опонашање) Докторовог гласа док рецитују његове реплике.
У завршници 10. серијала „Докторов пад (2. део)“, Дејвид Бредли се појавио као Први Доктор, суочавајући се са својом дванаестом инкарнацијом док се ова потоња опире надолазећој регенерацији. Ова сцена је праћена у божићном специјалу из 2017. „Двапут у времену“. Бредли је раније глумио Вилијама Хартнела у Пустоловини у простору и времену, документарној драми из 2013. која приказује стварање серије. Поновио је улогу Првог Доктора у низу аудио прича које је издао "Big Finish" под називом „Пустоловине Првог Доктора“ почевши од јануара 2018.
У априлу 2022. "Big Finish" је објавио комплет аудио драма у којима је Стивен Нунан у главној улози Првог Доктора. Николас Бригс је изразио занимање за продукцију даљих прича са Дејвидом Бредлијем. Стивен Нунан је такође изразио занимање за повратак за будућег комплета. Још један комплет ДВД-ова Први Доктор заказан је за фебруар 2023. са Нунаном у главној улози.
Први Доктор се појавио као један од „Чувара ивице“ (поново га игра Дејвид Бредли) у загробном животу, у Докторовом уму у последњој епизоди Тринаестог Доктора „Моћ Доктора“.

## Остала помињања
Слике Првог Доктора се појављују у серијалима Моћ Далека, Дан Далека, Мозак Морбијуса, Земљотрес, Модрин бесмртни и Васкрснуће Далека, епизодама „Следећи Доктор“, „Једанаести час“, „Вампири из Венеције“, „Винсент и Доктор“, „Подстанар“, „Кошмар у сребрном“, „Ванвременска деца (2. део)“ и епизоди из Пустоловина Саре Џејн „Смрт Доктора“. У епизоди „Име Доктора“, он је виђен како краде ТАРДИС заједно са Сузан Форман пре него што му је Клара Освалд рекла да украде други (обојени снимак преузет из серијала Астеци). Такође је виђен како накратко лута по Докторовим мислима на крају „Имена доктора“, иако је овог пута коришћен двојник. Такође се накратко појављује (опет користећи двојника) током Господарициног излагања битке Дванаестог Доктора са андроид убицама („Вештица је позната“).
У Величинама у времену, Четврти Доктор (Том Бејкер) назива Првог „онај мрзовољнији“. Појављује се и скулптура његове главе уз главу Другог Доктора.
Први Доктор је виђен као скица у књизи Џона Смита заједно са другим прошлим Докторима у епизоди „Људска природа“. У „Временском краху“, Десети Доктор каже Петом: „Када сам први пут почео, на самом почетку, увек сам покушавао да будем стар, мрзовољан и важан, као што радите када сте млади.“ Кратак снимак Првог Доктора из Временског умешача појављује се и у „Следећем Доктору“ и „Једанаестом часу“.
У снимку из епизоде „Вампири из Венеције“ Једанаести Доктор показује своју библиотечку карту која садржи слику Првог Доктора и адресу Тотеров друм 76. У „Винсенту и Доктору“, и Први и Други Доктор се појављују на испису када је Једанаести Доктор дао ТАРДИС-у да га идентификује. У „Великом праску“, Једанаести Доктор укратко помиње Првог док се опраштао од уснуле Ејми Понд, називајући га "лупавим старцем који је украо магичну кутију и побегао". У „Прстењу Акатена“, Једанаести Доктор помиње да је посетио Акатена са својом унуком, вероватно као Први Доктор.
Дванаести Доктор се односи на почетни недостатак алтруизма његове прве инкарнације пре него што је упознао Далеке у епизоди „Унутар Далека“.
Портрет Првог Доктора виси у сигурној кући ОЈУН-а у „Најезди Зајгонаца“.